# HMS Gävle (K22)
HMS Gävle (K22) är en av svenska marinens korvetter av Göteborg-klass. Hon är systerfartyg till korvetterna HMS Göteborg, HMS Kalmar och HMS Sundsvall. Fartyget sjösattes och namngavs den 23 mars 1990 av dåvarande försvarsminister Roine Carlsson. HMS Gävle är baserad vid Berga örlogsbas och tillhör 4. Sjöstridsflottiljen.
HMS Gävle ingick under 2006-2007 i internationella korvettstyrkan (IKS) för beredskap att delta i en eventuell fredsoperation.

## Halvtidsmodifiering
Sedan 2013 har HMS Gävle legat på varv för halvtidsmodifiering som senare pausades.
I juni 2017 beställde FMV halvtidsmodifiering för drygt 1,2 miljarder kronor på korvetterna HMS Sundsvall och HMS Gävle med uppgradering eller utbyte av de flesta systemen, vilket innebär nytt ledningssystem med nya sensorer för luft, yt- och undervattenspaning, modernt navigationssystem och nytt manöversystem för fartygets framdrivning. Arbetet utförs av Saab (Kockums och Surveillance) och ska vara klart till 2020 och förlänger livslängden på korvetterna med sex år.
I september 2020 sjösattes HMS Gävle på nytt för att kunna slutföra andra delen i uppgraderingarna.
Den 4 maj 2022 välkomnade marinen HMS Gävle tillbaka i tjänst. Korvetten har genomgått en större modernisering under flera år, men har nu överlämnats av Försvarets materielverk (FMV) till Försvarsmakten. Moderniseringen av HMS Gävle och systerfartyget HMS Sundsvall innebär att skrovet är det samma som tidigare, men insidan har bytts ut mot toppmodern teknik med effektivare vapenverkan i strid på, över och under vattenytan. De tidigare korvetterna av Göteborgsklass blir efter genomförd modernisering ”korvetter typ Gävle”.

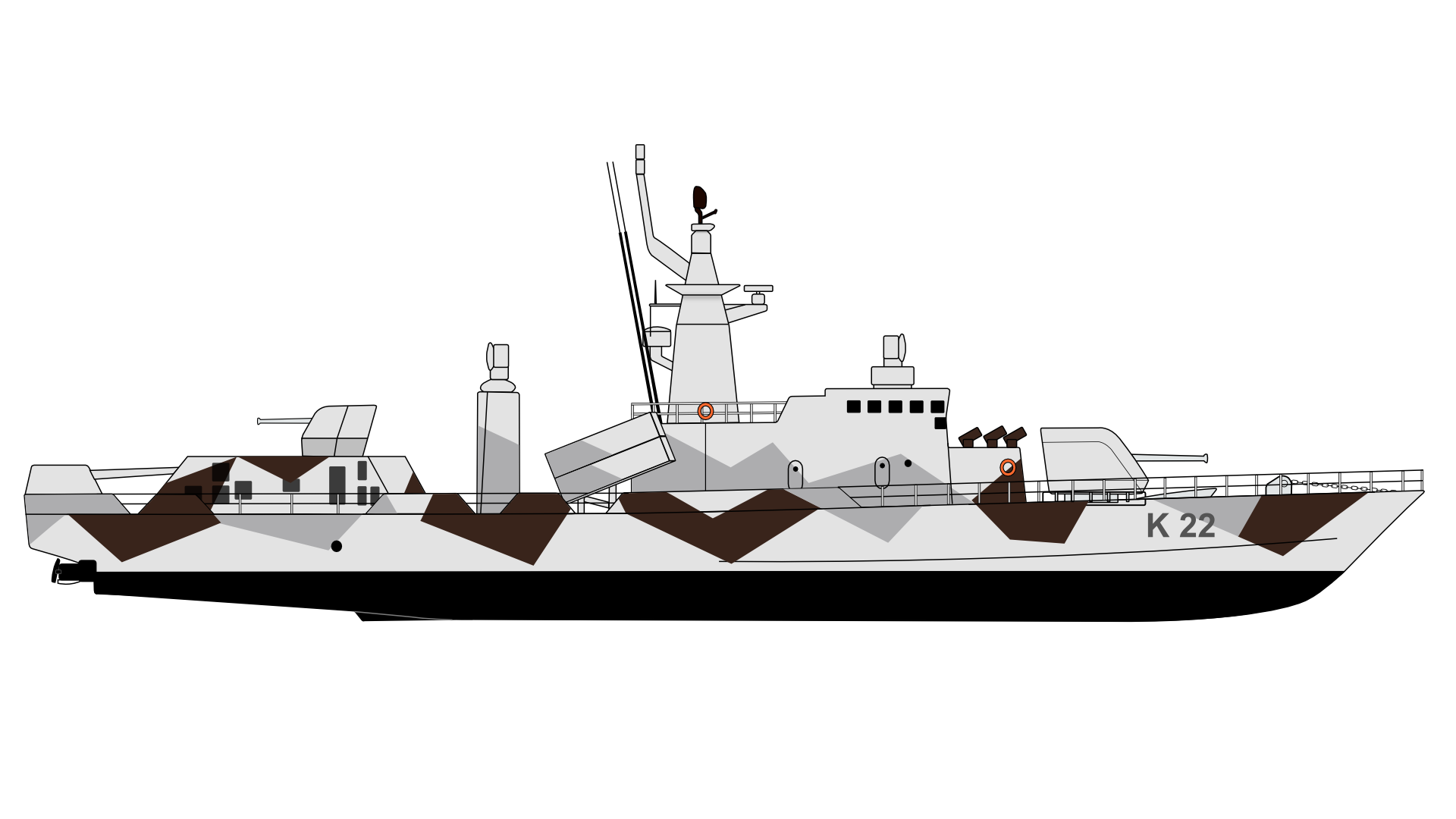
HMS Gävle i 2003 års utseende

## Modifiering
I slutet av 1990-talet modifierades HMS Gävle till ny standard för korvetterna med bland annat smyganpassning för radarmålyta, aktra däckshuset, bogpropeller, stabiliseringsfenor och grå kamouflagefärg.

HMS Gävles vapen.

## Utlandstjänst 2006
HMS Gävle, med besättning ur den internationella korvettstyrkan IKS, ingick i den fredsfrämjande UNIFIL-styrkan i Libanon. Den 19 september 2006 kastade Gävle loss för att vara nära missionsområdet och snabbt kunna inleda insatsen i väntan på riksdagsbeslutet. Personalen som planerades tjänstgöra i UNIFIL-styrkan bestod av 69 personer, varav 41 utgjorde fartygsbesättningen. Gävle återvände till Sverige under april månad 2007 och ersattes i UNIFIL av HMS Sundsvall.